# Ассуд (мудирия)
Мудирия Ассуд (араб. مديرية السود‎) — один из районов мухафаза Амран, находится на границе с мухафазой Хадджа. С востока граничит с районом Джабаль Иял Язид.

## Этимология
Название района совпадает с написанием слова «чёрные», «негры».